# Партенит
Партени́т (укр. Партеніт, крымскотат. Partenit, Партенит, ср.-греч. ἡ Παρθενίτα) — посёлок городского типа на Южном берегу Крыма. Входит в городской округ Алушта (Алуштинский горсовет). Расположен в 15 км к юго-западу от Алушты и в 59 км к юго-востоку от Симферополя.

## География и топонимия

### Название
Название поселка происходит от греческого слова παρθένоς — «девичий». Подавляющее большинство исследователей производят это название от греческого варианта имени таврской богини др.-греч. Πάρθένος — Партенос Дева. Не исключено, что именно в Партенитской долине или её окрестностях, например, на Аю-Даге, мог находиться храм этой богини. Следовательно, действие знаменитой трагедии великого античного драматурга Еврипида Ифигения в Тавриде могло происходить именно здесь, хотя никаких следов таврского храма ни в Партените, ни в каком-либо другом месте полуострова в настоящее время не обнаружено, что ставит под сомнение сам факт его существования. Впервые название «Партенит» встречается в «Житии святого Иоанна Готского» (815—842):
Преподобный отец наш Иоанн… происходил из расположенной на той стороне земли Тавроскифов, подчиненной власти Готов, именно из торжища, называемого Партениты (Парфениты)
В 1945 году Указом Президиума Верховного Совета РСФСР Партенит был переименован во Фрунзенское в честь М. В. Фрунзе, под командованием которого в 1920 году Красная Армия заняла Крым. Однако никаких сведений о его пребывании в Партените нет.
Постановлением Верховного Совета Крыма от 25 марта 1993 года поселку Фрунзенское было возвращено историческое название Партенит.

### Географическое положение
Партенит расположен в центральной части Южного берега Крыма, в удобной пологой долине, площадь посёлка 434 гектара. С юго-запада Партенитская долина ограничена склонами Аю-Дага, с северо-востока — высоким залесенным хребтом, спускающимся с Главной гряды Крымских гор и заканчивающийся у моря горой Тепелер и скалой Кале-Поти, с востока и юго-востока — Чёрным морем. У восточного края долины протекает речка Аян-Узень, у западного — Токата. Обе берут начало на Бабуган-Яйле и впадают в море на территории санатория «Крым», высота центра посёлка над уровнем моря — 90 м.

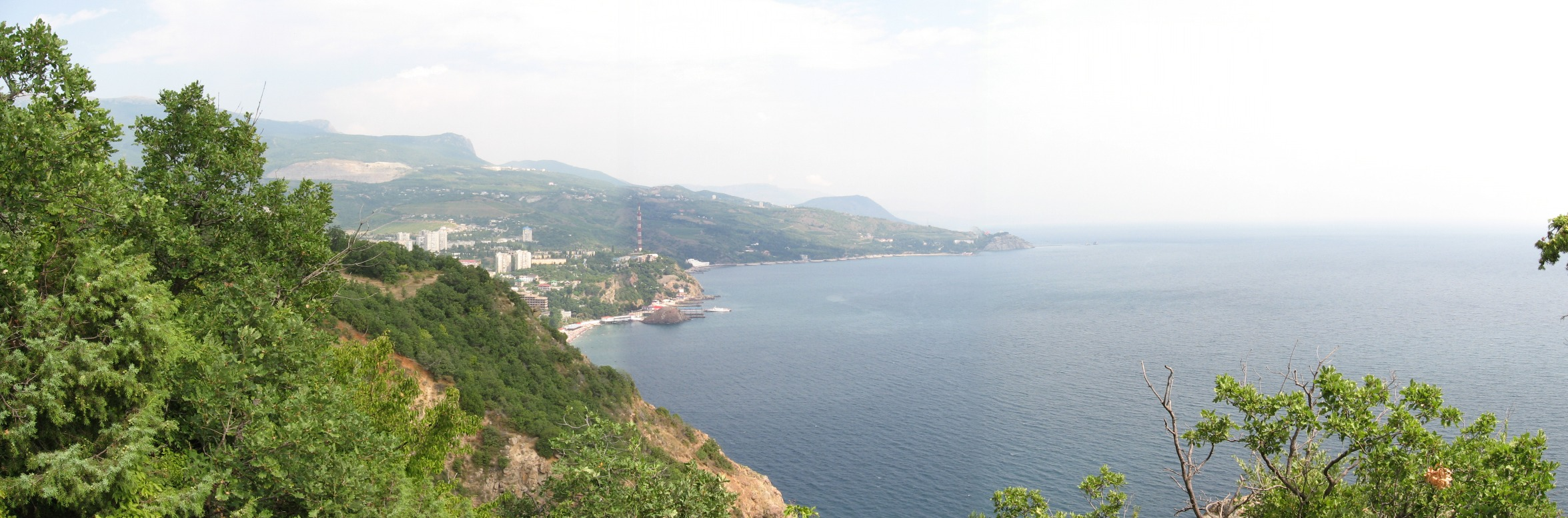
Панорама Партенитской бухты (вид с горы Аю-Даг)

### Реки
- Аян-Узень (Аян, Партенитка) протекает в центральной части Партенитской долины. Берет начало на Бабуган-яйле на высоте 1100 метров. Впадет в море на территории санатория «Крым». Общая протяженность — 8 км. Название «Аян» происходит от имени покровителя Партенита святителя Иоанна Готфского[19][20]. Название Партенитка встречается в «Истории городов и сел Украинской ССР»[21] и в «Словаре гидронимов Украины» (1979 г.). Известны и другие названия речки. Например, Дегерменкой, по старому названию села Запрудное, через которое она протекает в верхнем течении.
- Токата протекает в западной части Партенитской долины. Берет начало на Главной гряде на высоте около 700 метров над уровнем моря и впадает в море на территории санатория Крым, неподалёку от подножья Аю-Дага. Общая её протяженность 4,5 км. Название речки не объяснено[22].

### Формы рельефа
- Тепелер — невысокая гора в восточной части Партенита. Переводится с крымскотатарского языка как «холмы, вершины»[23].
- Кале-Поти — обрывистая скала в юго-восточной части Тепелера. Выдающийся археолог Николай Репников это название переводил как «основание крепости»[24]. Известный исследователь Крыма Лев Фирсов производит название Кале-Поти или Калапоти от греческого καλαπόδι — сапожная колодка, из-за сходства с сапожной колодкой[25].
- Алигоры — две скалы, расположенные в центральной части Партенитской долины. Между ними протекает река Аян. Этимология названия неясна.
- Кучук-Аю — скалистый мыс высотой около 15 метров, имеющий форму правильного купола характерную для лакколитов. Название состоит из двух крымскотатарских слов «Küçük» — малый и «Ayuv» — медведь. Местные жители называют мыс Медвежонком. Владимир Лебединский, кроме названия Кучук-Аю, использует название мыс Партенит[26].

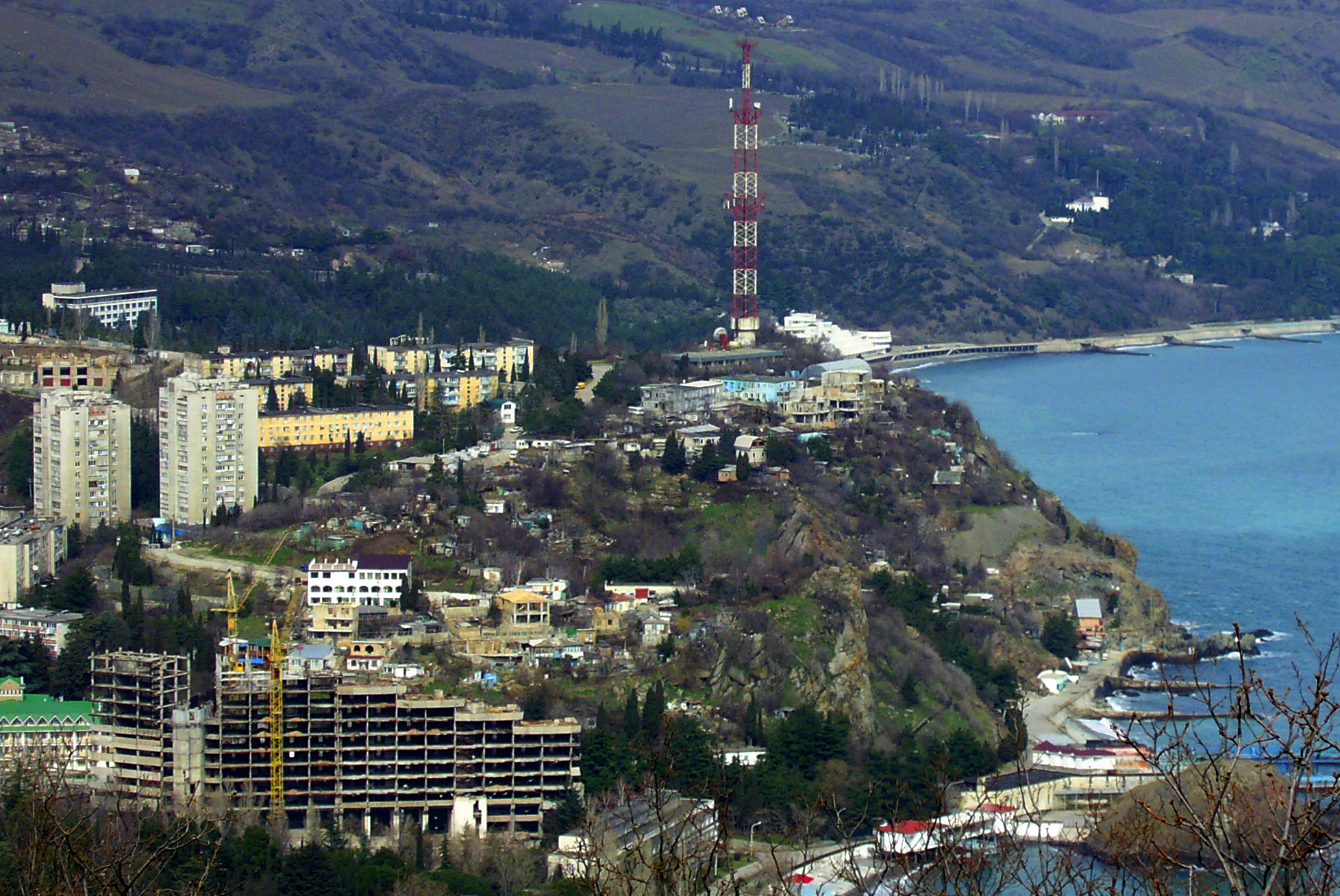
Гора Тепелер. Вид с Аю-Дага
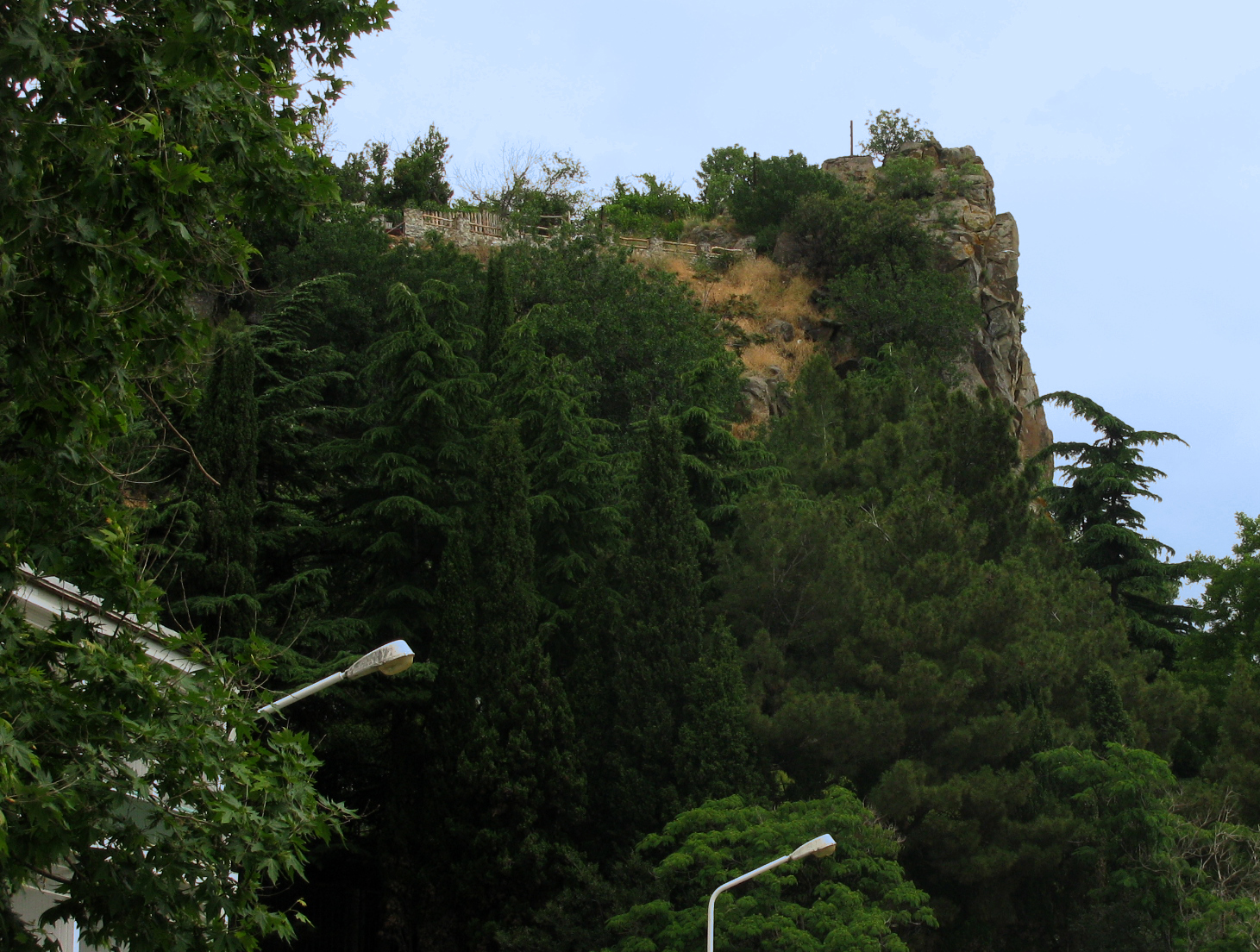
Скала Кале-Поти
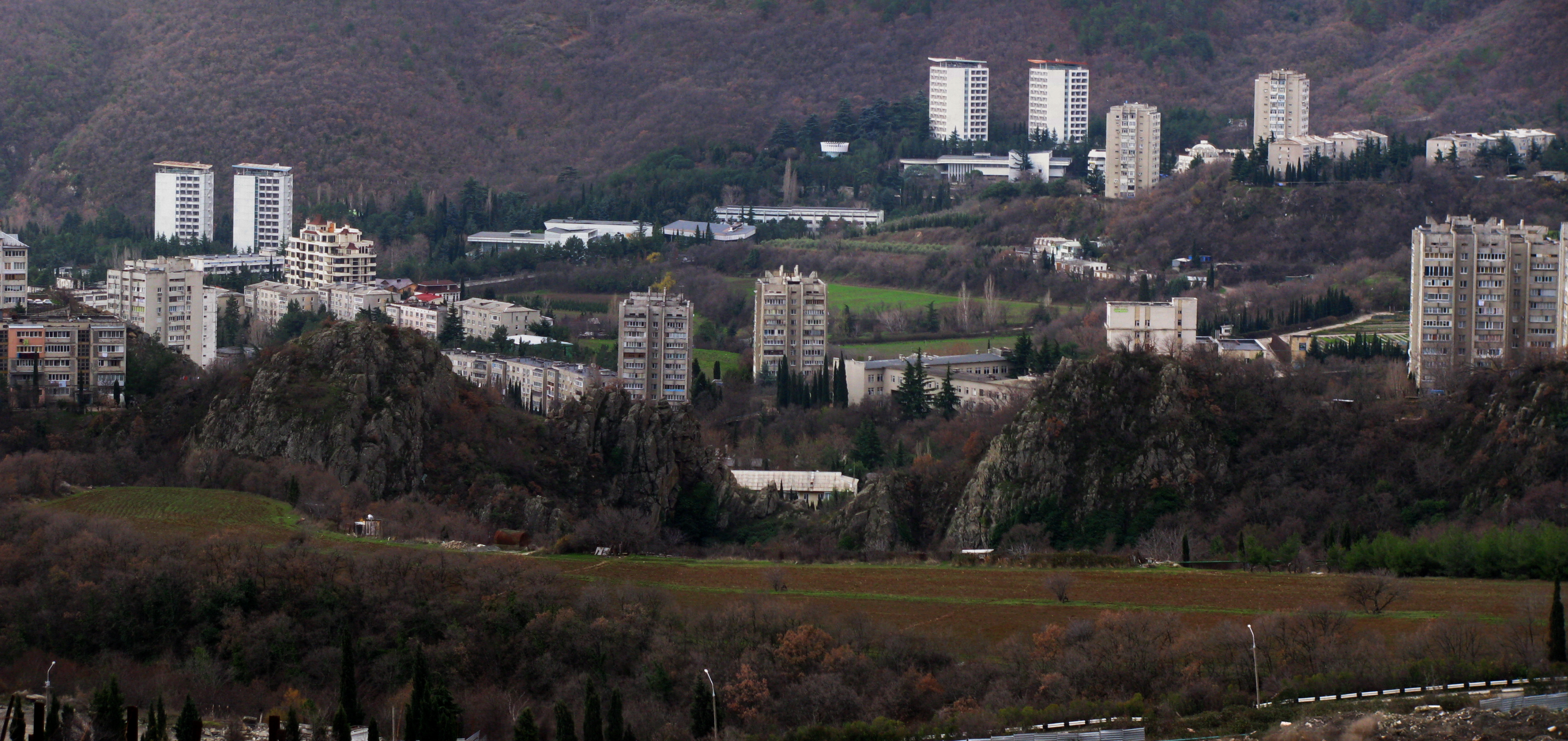
Скалы Алигор
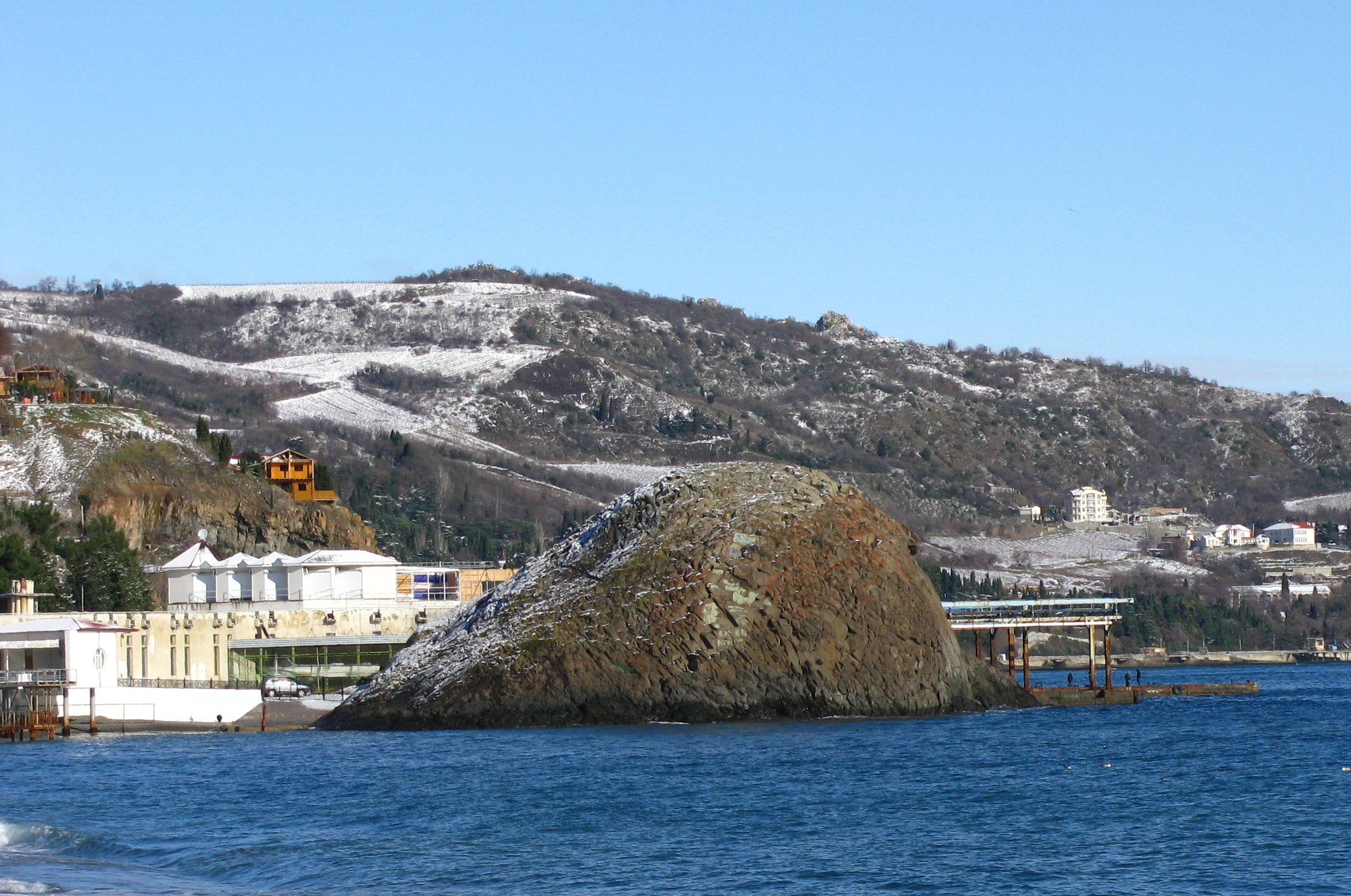
Мыс Кучук-Аю (Медвежонок)

### Климат
Климат — субтропический, средиземноморского типа.
Количество солнечных часов — 2300 в год. Среднегодовая температура — +13 °C, января — +3,5 °C, июля — +23,8 °C. Годовое количество осадков — около 500 мм, наиболее сухими месяцами считаются август и сентябрь, когда выпадает всего 25-30 мм осадков. Относительная влажность воздуха в августе составляет 61 %, в сентябре — 63 %.

## Символика
Флаг Партенита утвержден 31 августа 2006 г. решением Партенитского поселкового совета, согласно документу он представляет собой «прямоугольное полотнище с соотношением сторон 2:3 от верхних углов к середине нижнего края разделено клинообразно белой тонкой полосой на три части: синюю древковую, красную и синюю свободную. В верхней части Св. Иоанн Готский в белом одеянии, в древковой и свободной — белый метеорит»..

## История

### Первобытный строй и Античность
Первые люди в Партенитской долине появились в эпоху палеолита, о чём свидетельствует ряд археологических находок. В 1965 году известный археолог Аскольд Щепинский на территории поселка в 1, 5 км от моря нашёл 10 кремнёвых орудий труда той эпохи. Впоследствии кремнёвые микролиты и отщепы были найдены на горе Аю-Даг, и в урочище Алигор .
С конца поздней бронзы — раннего железа Партенитская долина входит в ареал расселения тавров. Партенит, так же как и Аю-Даг, часто рассматривается как местонахождение легендарного храма таврской богини Девы. Однако археологические сведения о таврах в Партенитской долине отрывочны и крайне скудны.
При раскопках Партенитской базилики в 1907 году был найден обломок плиты с надписью, в которой упоминается имя боспорского царя Савромата. Это, а также находки римских и боспорских монет, близость мыса Плака, где находилось позднеантичное поселение, позволяют допустить, что в конце II — начале III в. н. э. Партенитская долина могла войти в зону влияния Боспорского царства.
В III—IV вв. н. э. в урочище Алигоры существовало языческое святилище, вероятно, устроенное готами, которые в этот период проникают на Крымский полуостров.

### Византийский период
В VI в. Южный берег Крыма попадает в зону влияния Византийской империи. К этому времени относится и возникновение Партенита. Согласно археологическим данным поселение возникает в VII веке. Это подтверждают и письменные источники («Житие святого Иоанна Готского» (815—842).
По археологическим данным торжище Партениты занимало практически всю прибрежную полосу Партенитской котловины, но основная его часть находилась на южном склоне холма Тепелер, где и сегодня находится «старая» часть поселка. Здесь, в пойме речки Партенитки, в 1985—1988 годах проводились археологические раскопки, в результате которых была изучена история городища с VII по XIV вв. Согласно этим данным, в ранний период своего существования в VII—VIII вв. Партенит представлял собой крупное и богатое поселение, которое первоначально могло быть центром Готской епархии. Отсюда был родом святой Иоанн Готский (? — около 791).
В конце VIII века Партенит, как и большая часть Южнобережья, была захвачена хазарами. Селение упоминается среди хазарских владений, как Б-р-т-нит, в «ответном письме царя Иосифа» (в Еврейско-хазарской переписке, датируемой 950—960-ми годами). Точные хронологические рамки хазарского господства не известны. В IX—X веке Южнобережье возвращается под власть Византии.
С X века начинается новый подъём Партенита: резко уплотнилась застройка, развивались ремесла и торговля. Большую роль в его жизни играло рыболовство, садоводство, огородничество. Было развито виноделие. В каждой усадьбе имелось по 7-9 пифосов емкостью по 450—650 литров, что указывает на товарный характер производства. С этого времени Партенит превращается в город и начинает доминировать над округой (Куркулет, Дегерменкой и т. д.).
В середине в XII века арабский географ Ал-Идриси в своем сочинении «Нузхат ал-муштак фи-хтирак ал-афак» (Книга Рожера) упоминает Бартанити (Партенит) как «небольшой цветущий город, где строят корабли».

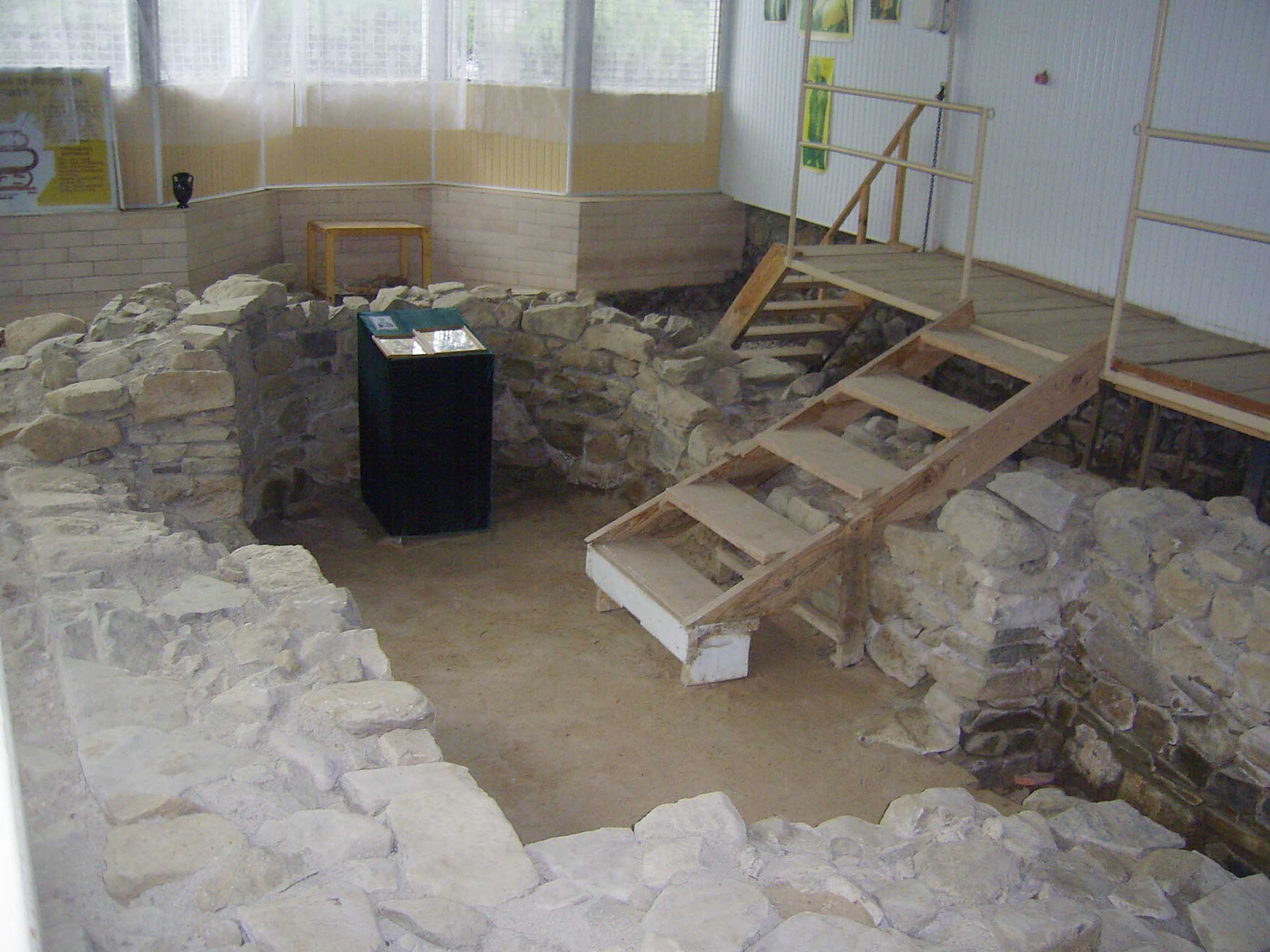
Остатки Партенитской базилики
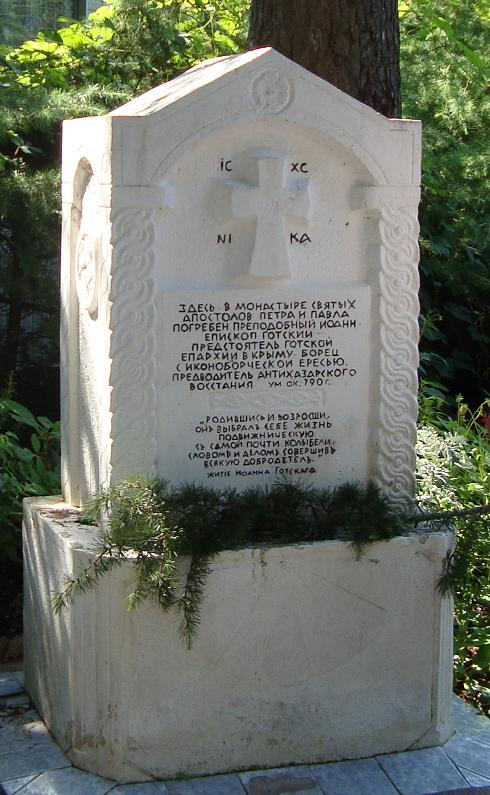
Памятный знак в честь Иоанна Готского

### Генуэзский период (XIV—XV вв.)
В середине XIV века, в результате ослабления Византии, побережье Крыма переходит под контроль итальянцев-генуэзцев. Первые сведения о пребывании генуэзских консулов в Партените относятся к 1374 году: книга массарии Каффы 1374 года упоминает о штрафах, собранных консулом Партинита. В 1380 году между Генуей и Золотой Ордой был подписан договор, согласно которому земли от Чембало (Балаклавы) до Солдайи (Судака) были переданы последней. В 1387 году вновь приобретённая территория была преобразована в Капитанство Готии (Capitaneatus Gotie), состоящее из 4-х консульств (Consulatus): Gorzoni (Гурзуф), Pertinice (Партенит), Jalite (Ялта) и Lusce (Алушта). Консул Партенита при вступлении в должность должен был платить 4 соммо. Подобную сумму платили консулы Херсона и Боспора, а Лусты и Ялиты — в два раза меньше. Согласно акту «по делу Херсонского епископа…» 1390 года Парфенито входил в церковный округ Кинсанус Херсонской епрахии.
В генуэзский период Партенит разрастается по склону горы Тепелер. В XIV—XV веках в её юго-восточной части, на скалистом мысе Кале-Поти был построен замок, который возможно и был резиденцией консула. Согласно археологическим данным крепостные стены опоясывали скалу Кале-Поти по всему периметру, а на северо-востоке и юго-востоке находились две четырёхугольные башни. Общая площадь укрепления составляла около 800 м².
На мысе Кучук-Аю (Медвежонке) в этот же период было создано небольшое приморское укрепление или маяк, куда вели вытесанные в скале ступени, сохранившиеся до сих пор.
Таким образом, Партенит сохранил своё значение как важный торговый порт, о чём свидетельствуют упоминания о нём в генуэзских документах и портоланах.

### Османский период (к. XV в. — к. XVIII в.)
В 1475 году побережье Крыма было захвачено турками-османами. К этому периоду относятся следы пожара на Партенитском городище. Однако он восстанавливается, здесь продолжают развиваться ремесла, в частности гончарное. Вновь крупный пожар вспыхивает во II половине XVI века. Его следы прослеживаются по всему городищу. После него Партенит восстанавливается уже в виде небольшого поселка.
Партенит был включён в Мангупский кадылык Кефинского эялета империи. По материалам переписи Кефинского санджака 1520 года в трёх деревнях вместе — Бартинит, Гюргюлат и Дегирменли — проживало 114 полных немусульманских семей и 7 семей, потерявших мужчину-кормильца, мусульман же не числилось вовсе. В 1542 году в тех же селениях уже наличествовало мусульман 6 семей и 8 неженатых мужчин, немусульман — 87 семей, 59 неженатых и 4 «овдовевших» семьи. В XVII веке на южном побережье Крыма начинает распространяться ислам. К XVII веку Партенит окончательно утратил былое значение и превратился в небольшую деревушку. По налоговым ведомостям 1634 года в селении числилось 53 двора немусульман, из которых недавно прибывших в Партенид 6 дворов: из Демирджи, Ските, Шума и Гурзуфа — по 1 двору, из Алушты — 2 двора. Выселились жители 16 дворов: в Дегермен — 4 двора, Марсанда — 3, Дерекой и Ланбат зир — по 2, в Айан, Ланбат бала, Коуш, Йени-Сала и Ските — по 1двору. В Джизйе дефтера Лива-и Кефе (Османских налоговых ведомостях) 1652 года, где перечислены христиане-налогоплательщики Кефинского эялета — в селении Бартенит записано всего 14 человек. Документальное упоминание селения встречается в «Османском реестре земельных владений Южного Крыма 1680-х годов», согласно которому в 1686 году (1097 год хиджры) Партенид входил в Мангупский кадылык эялета Кефе. Всего упомянуто 25 землевладельцев (5 иноверцев и 20 мусульман), владевших 821-м дёнюмом земли. После обретения ханством независимости по Кючук-Кайнарджийскому мирному договору 1774 года «повелительным актом» Шагин-Гирея 1775 года селение было включено в Крымское ханство в состав Бакчи-сарайского каймаканства Мангупскаго кадылыка, что зафиксировано (как Барнит) и в Камеральном Описании Крыма… 1784 года. Видимо, греческое население, к этому времени, покинуло деревню, поскольку в списках «Ведомостей о выведенных из Крыма в Приазовье христианах» А. В. Суворова и митрополита Игнатия село не значится, не упомянуто у митрополита также наличие христианских церквей, хотя известно, что ранее в селении были 2 храма — Константина и Елены и св. Апостолов. По ведомости генерал-поручика О. А. Игельстрома от 14 декабря 1783 года после вывода христиан в Партините осталось 2 целых дома.

### Российский период

#### к. XVIII века — I половина XIX века
После присоединения Крыма к России (8) 19 апреля 1783 года, (8) 19 февраля 1784 года, именным указом Екатерины II сенату, на территории бывшего Крымского Ханства была образована Таврическая область и деревня была приписана к Симферопольскому уезду.
В 1787 во время своего знаменитого путешествия в Крым российская императрица Екатерина II дарует деревни Партенит и Никиту австрийскому фельдмаршалу и дипломату принцу Шарлю-Жозефу де Линю, находившемуся в её свите. Принц незамедлительно отправился осмотреть вновь приобретенные владения. По его свидетельству в обеих деревнях, Партените и Никите, жило 46 семей, которые занимались, главным образом, садоводством. Через несколько дней принц покинул свои владения и присоединился к императрице. Больше в Партените де Линь никогда не был. С началом Великой французской революции принц потерял большую часть своего состояния, и Екатерина II выкупила Партенит и Никиту в казну. Перед Русско-турецкой войной 1787—1791 годов производилось выселение крымских татар из прибрежных селений во внутренние районы полуострова. В конце 1787 года из Партенита были выведены все жители — 143 души. В конце войны, 14 августа 1791 года всем было разрешено вернуться на место прежнего жительства.
После Павловских реформ, с 1796 по 1802 год деревня входила в Акмечетский уезд Новороссийской губернии. По новому административному делению после создания 8 (20) октября 1802 года Таврической губернии Партенит был включён в состав Алуштинской волости Симферопольского уезда.

По Ведомости о числе селений, названиях оных, в них дворов… состоящих в Симферопольском уезде от 14 октября 1805 года, в деревне Партенит числилось 22 двора и 117 жителей, исключительно крымских татар. На военно-топографической карте генерал-майора Мухина 1817 года деревня Партенит обозначена с 20 дворами. После реформы волостного деления 1829 года Партнит, согласно «Ведомости о казённых волостях Таврической губернии 1829 года» остался в составе Алуштинской волости. Шарль Монтандон в своём «Путеводителе путешественника по Крыму, украшенный картами, планами, видами и виньетами…» 1833 года писал, что 
Население весьма зажиточно, многие выращивают фруктовые сады, лён и табак; некоторые владеют барками, используя их для перевозки провизии вдоль берега.
Именным указом Николая I от 23 марта (4 апреля) (по старому стилю) 1838 года, 15 апреля был образован новый Ялтинский уезд и некоторые селения южнобережной части Алуштинской волости передали в его состав, в Дерекойскую волость. На карте 1842 года Партенит обозначен с 45 дворами.
Жители деревни занимались виноградарством, выращивали лен и табак, который считался лучшим на всем побережье.

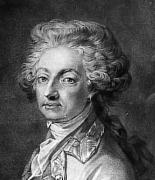
Принц Шарль-Жозеф де Линь
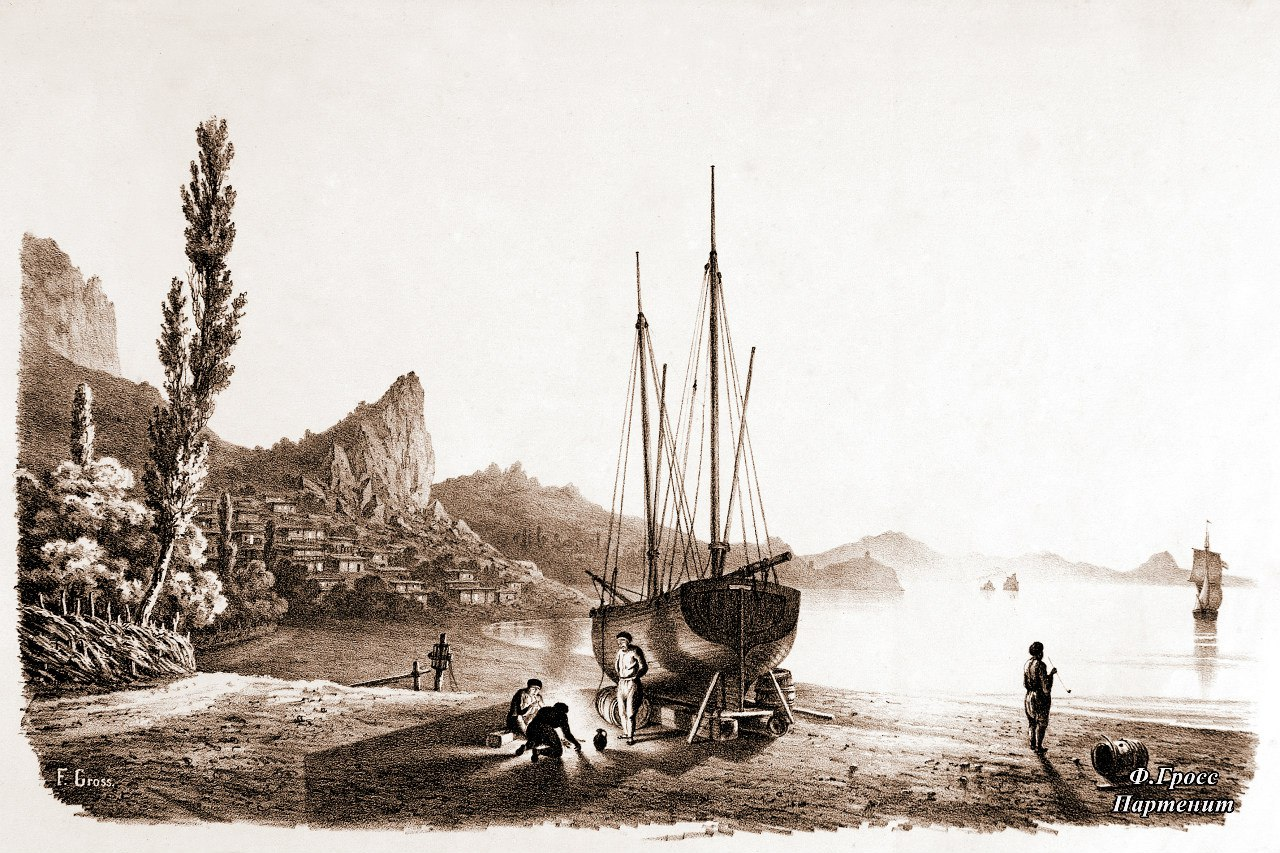
Фёдор Гросс. Партенит в 1850-е годы
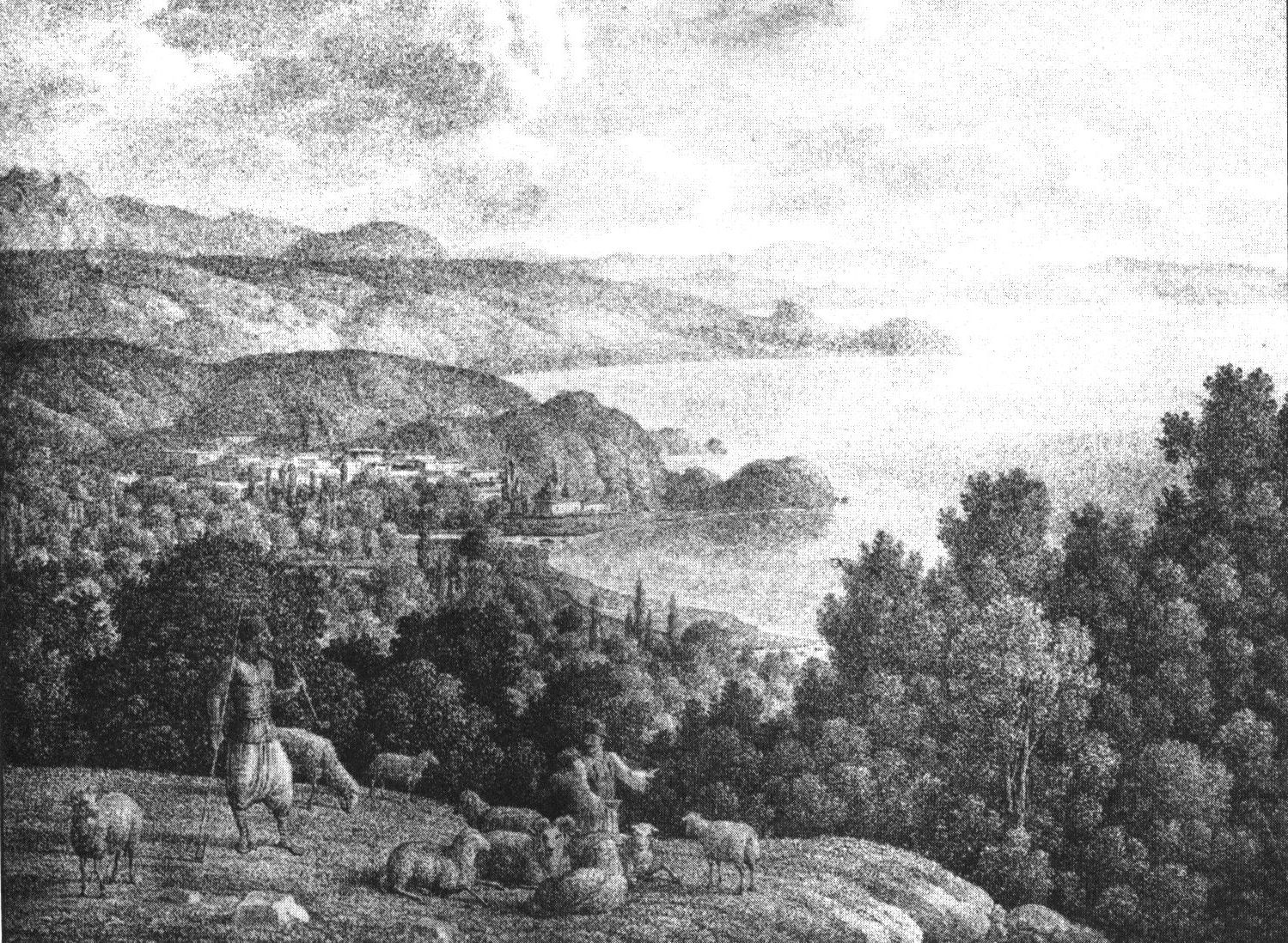
Кюгельхен. Партенит

#### II половина XIX века — н. XX века
9 июня 1843 года у Никанора Михайловича Лонгинова имение при деревне Партенит приобретает Николай Николаевич Раевский-младший (1801—1843), сын знаменитого генерала, героя войны 1812 года Николая Николаевича Раевского-старшего. Но 24 июля 1843 Николай Раевский-младший умер. Его вдова, Анна Михайловна Раевская (урожденная Бороздина), делами партенитского имения мужа не занималась, а сыновья, Николай и Михаил, — были малолетними.
После Крымской войны 1853—1856 гг. большинство крымских татар, проживавших в деревне Партенит эмигрировало в Турцию. Земли они продавали за бесценок, чем воспользовался Николай Николаевич Раевский-третий (1839—1876). Летом 1860 года он скупает большую часть земли в Партенитской долине. Здесь он «стал разводить обширные виноградники и вести вообще сложное и образцовое южнобережное хозяйство. Он делал опыты разведения хлопчатника, вполне удавшиеся. Им же заведены в Партените обширные школы декоративных растений».
После трагической гибели Николая Раевского-третьего имение Партенит унаследовал младший сын Николая Николаевича Раевского-младшего Михаил. Михаил Николаевич Раевский (1841—1893), президент Императорского российского общества садоводства, превратил имение в образцовое помещичье хозяйство. Оно занимало значительную часть плодородной и хорошо орошаемой Партенитской долины. Общая площадь имения составляла 220 десятин, 45 десятин занимала плодовая школа (питомник), где под руководством плодовода Э. П. Либа проводились опыты по акклиматизации и интродукции редких растений.
Огромные хвойные и другие вечнозеленые деревья занимают 5 дес. парка. Из плодового сада, разведённого на 24 дес. и особенно славящегося  своими  карликовыми насаждениями, ежегодно продается окрестным жителям от 1 до 1 ½ тыс. черешневых и персиковых саженцев. Виноградниками занято 20 дес. и 13 дес. состоит под табаком. Последний по своим качествам  признается  лучшим на всем Южном берегу, по запаху и вкусу не уступая лучшим  сортам  турецкого.
После смерти Михаила Николаевича имением успешно управляла его вдова Мария Григорьевна (1851—1941), дочь князя Григория Григорьевича Гагарина, вице-президента Императорской Академии художеств. В 1907 году на средства Марии Григорьевны у подножия Аю-Дага были произведены раскопки и исследования Партенитской базилики.
В северо-западной части Партенитской долины находилось имение «Партенит» Екатерины Ивановны Виннер. Екатерина Ивановна, урождённая Фатеева, в первом браке Метальникова, была супругой генерала Бориса Ивановича Виннера, владельца Екатерининского порохового завода и матерью знаменитого русского-ученого зоолога Сергея Ивановича Метальникова. Кроме имения «Партенит» Виннеры владели имением в Артеке. Оба имения были крупными виноградорско- винодельческими хозяйствами и производили качественные вина. В современной неофициальной топонимии поселка «Винером» называется микрорайон (ул. Нагорная), где ранее находилось это имение.
В юго-восточной части Партенита (ныне район ЛОК «Айвазовское») находилось имение «Чокурлар» (яма, овраг) или «Ватель», принадлежавшее князю Петру Дмитриевичу Гагарину, а затем его наследникам.
Среди этих имений находилась небольшая деревня Партенит. На трёхверстовой карте 1865—1876 года в деревне Партенит обозначено 50 дворов. На 1886 год в деревне, согласно справочнику «Волости и важнѣйшія селенія Европейской Россіи», проживало 98 человек в 14 домохозяйствах, действовали мечеть и школа. По «Памятной книге Таврической губернии 1889 года», по результатам Х ревизии 1887 года, в деревне Партенит числилось 35 дворов и 175 жителей<. По «…Памятной книжке Таврической губернии на 1892 год» в деревне Партенит (с выселком Куркулет), входившей в Дегерменкойское сельское общество, числилось 376 жителей в 67 домохозяйствах.
После земской реформы 1890-х годов, которая в Ялтинском уезде прошла после 1892 года деревня осталась в составе преобразованной Дерекойской волости. По «…Памятной книжке Таврической губернии на 1902 год» в деревнях Дегерменкой, Партенит и выселке Куркулет, составлявших Дегерменкойское сельское общество, вместе числилось 1480 жителей в 165 домохозяйствах.
По Статистическому справочнику Таврической губернии. Ч.II-я. Статистический очерк, выпуск восьмой Ялтинский уезд, 1915 год, в деревне Партенит Дерекойской волости Ялтинского уезда, числилось 38 дворов (37 дворов с землёй, 1 — безземельные) с татарским населением в количестве 132 человек приписных жителей и 171 — «посторонних», из которых 175 мужчин и 128 женщин. Жители владели 2119 десятинами удобной земли. В хозяйствах имелось 31 лошадь, 1 вол и 30 коров.

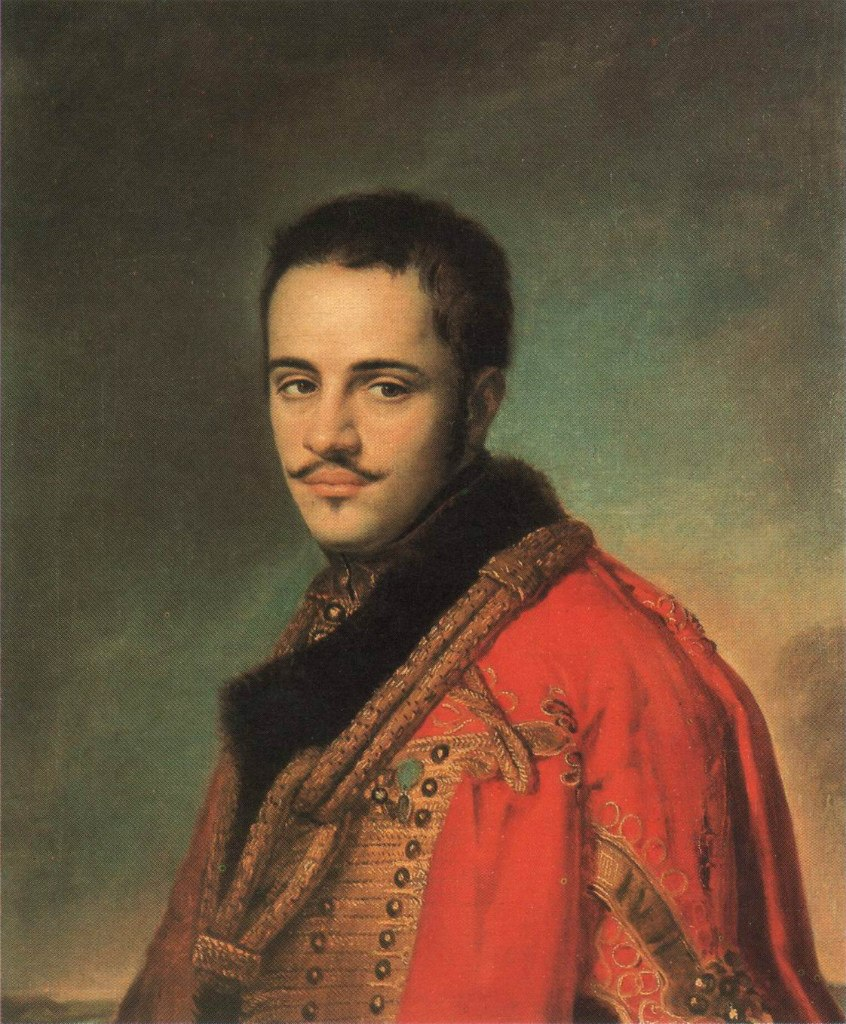
Николай Николаевич Раевский-младший
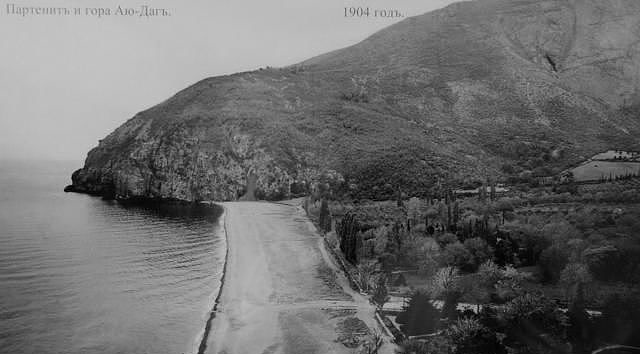
Партенит в начале XX века

### Советский период
После установления в Крыму Советской власти, по постановлению Крымревкома от 8 января 1921 года была упразднена волостная система и село подчинили Ялтинскому району Ялтинского уезда. В 1922 году уезды получили название округов. Помещичьи имения Партенита были национализированы. Они вошли в состав совхоза «Партенит». Согласно Списку населённых пунктов Крымской АССР по Всесоюзной переписи 17 декабря 1926 года, в селе Партенит, Дегерменкойского сельсовета Ялтинского района, числилось 63 двора, из них 57 крестьянских, население составляло 262 человека, из них 238 крымских татар, 17 русских, 6 украинцев и 1 армянин. В одноимённом совхозе было 5 дворов и 50 жителей (33 русских, 11 украинцев и 6 татар), действовала татарская школа I ступени. К 1940 году был образован самостоятельный Партенитский сельсовет.
Несмотря на наличие хорошего мелко галечного пляжа длиной около 600 метров и шириной от 24 до 40 метров, в довоенное время село практически не развивалось как курорт. Этому препятствовала разработка диорита, которая велась в северо-восточной части Партенита. Посреди пляжа находилась пристань, к которой из карьера была проведена узкоколейка протяженность около километра. Большая же часть Партенитской долины была занята виноградниками, табачными плантациями и садами. Партенит оказался в числе населенных пунктов, наиболее пострадавших от землетрясения 1927 года. Здесь были разрушены все постройки.
Во время Великой Отечественной войны из Партенита на фронт было призвано 286 человек, из которых 87 погибло. В их числе учитель местной школы Герой Советского Союза Абдуль Тейфук (1915—1945).
В 1944 году, после освобождения Крыма от фашистов, согласно Постановлению ГКО № 5859 от 11 мая 1944 года, 18 мая крымские татары были депортированы в Среднюю Азию: на 15 мая 1944 года подлежало выселению 92 семьи татар: всего 313 жителя, из них мужчин — 47, женщин 130, детей — 136 человек; было принято на учёт 47 домов спецпереселенцев.. Указом Президиума Верховного Совета РСФСР от 21 августа 1945 года Партенит был переименован во Фрунзенское и Партенитский сельсовет — во Фрунзенский. С 25 июня 1946 года Фрунзенское в составе Крымской области РСФСР, а 26 апреля 1954 года Крымская область была передана из состава РСФСР в состав УССР. Время передачи села в Алуштинский район и упразднения сельсовета пока не установлено — на 15 июня 1960 года Фрунзенское уже числилось в составе Запрудненского сельсовета Алуштинского района, а на 4 января 1965 года уже фигурирует Фрунзенский поссовет. 1 января 1965 года, указом Президиума ВС УССР «О внесении изменений в административное районирование УССР — по Крымской области», Алуштинский район был преобразован в Алуштинский горсовет и посёлок включили в его состав.
В послевоенное время поселок начинает активно развиваться как курорт. В 1962 году был открыт санаторий Министерства обороны СССР «Фрунзенский», а в 1974 году — санаторий «Крым». Оба санатория находились в ведении Министерства обороны СССР. В разные годы в санаториях «Фрунзенское» и «Крым» отдыхали Маршалы СССР Г. К. Жуков, И. С. Конев, К. К. Рокоссовский, космонавты Г. С. Титов, А. А. Леонов и многие другие. В 1964 году в урочище Чукурлар был построен дом отдыха Президиума Верховного совета СССР «Айвазовское». Кроме высокопоставленных советских функционеров и членов их семей, здесь отдыхали выдающиеся деятели советской культуры: композитор А. И. Хачатурян, балерина Г. С. Уланова, поэт Р. Г. Гамзатов. Одновременно со здравницами рос и поселок Фрунзенское, превратившийся в один из крупнейших и современнейших на Южном берегу Крыма.

## Население
| 1970  | 1979  | 1989  | 2001  | 2009  | 2010  |
| ----- | ----- | ----- | ----- | ----- | ----- |
| 4099  | ↗8566 | ↗9207 | ↘6254 | ↘6069 | ↗6093 |
| 2011  | 2012  | 2013  | 2014  | 2021  |       |
| ↘6061 | ↗6070 | ↗6089 | ↗6193 | ↗6472 |       |

## Динамика численности населения
- 1805 год — 117 чел.[66]
- 1889 год — 175 чел.[85]
- 1892 год — 376 чел.[86]
- 1926 год — 262 чел. (233 крымских татарина, 17 русских, 6 украинцев)[116]
- 1939 год — 583 чел.[116]

Динамика в виде диаграммы:

## Экономика
Партенит — курорт, чей основной природно-ресурсный потенциал — климатические условия сухих субтропиков, благоприятные для отдыха. В посёлке Партенит действуют два крупных санатория: Центр медицинской реабилитации и санаторного лечения «Крым» и Лечебно оздоровительный комплекс «Айвазовское», а также несколько мини-гостиниц. На территории посёлка также находится опытное хозяйство «Приморское», которое является отделением Никитского ботанического сада, и занимается выращиванием и продажей саженцев декоративных растений; расположены виноградники совхоза-завода «Таврида» (НПАО «Массандра»), где выращивают мускат, каберне и другие сорта винограда.

## Социальная сфера
В поселке функционируют одна общеобразовательная школа; поликлиника и аптека; Детская музыкальная школа им П. А. Пчелинцева и филиал Алуштинской детской художественной школы; 3 дома отдыха; кинотеатры, клубы, библиотеки, известные художественные коллективы: концертный хор «Кантилена», образцовый детский оркестр «Партенит», детский камерный оркестр «Виртуозы Партенита», ансамбль гитаристов, творческая студия «Прометей» Михаила Мамина; отделение банка; 2 парка отдыха; действуют религиозные общины УПЦ МП и евангельских христиан-баптистов.

## Достопримечательности

### Памятники природы
- гора Аю-Даг или Медведь-гора — крупнейший лакколит («несостоявшийся» вулкан) Южного берега Крыма, высотой 577 м над уровнем моря. С 1974 года является заказником общегосударственного значения[123]. На Аю-Даге произрастает 577 видов растений, из них 44 вида занесены в Красную книгу. Кроме того Аю-Даг является уникальным памятником истории и археологии. Здесь сохранились остатки средневековых монастырей и поселений (VIII—XV вв).
- Прибрежный аквальный комплекс возле горы Аю-Даг — гидрологический памятник природы.

### Памятники истории и археологии
Несмотря на древнюю и богатую историю, памятников археологии, пригодных для музеефикации на территории поселка практически не сохранилось. На месте Партенитского городища выстроен высотный дом (по пути к городскому пляжу). Из памятников средневековья сохранилась:
- остатки Партенитской базилики или храма Святых апостолов Петра и Павла у подножия Аю-Дага, на территории санатория «Крым»
- комплекс средневековых монастырей и церквей, поселений и оборонительных сооружений на горе Аю-Даг (VIII—X ст., XII — начало XVII ст.)
- минарет мечети (XVIII—XIX ст.)(пер. Крутой, 1)

### Памятники монументального искусства
- Светомузыкальный фонтан «Прометей» (санаторий «Крым»). руководитель проекта — заслуженный строитель УССР В. Н. Волковский[124]. По непроверенным данным автором скульптуры «Прометей» является Зураб Церетели
- памятник Абу Али Ибн Сине (Авиценне) установлен в 1981 году в честь 1000-летнего юбилея великого врача
- памятник матросу И. Васильченко и партенитцам, погибшим во время Великой Отечественной войны (сквер Победы)

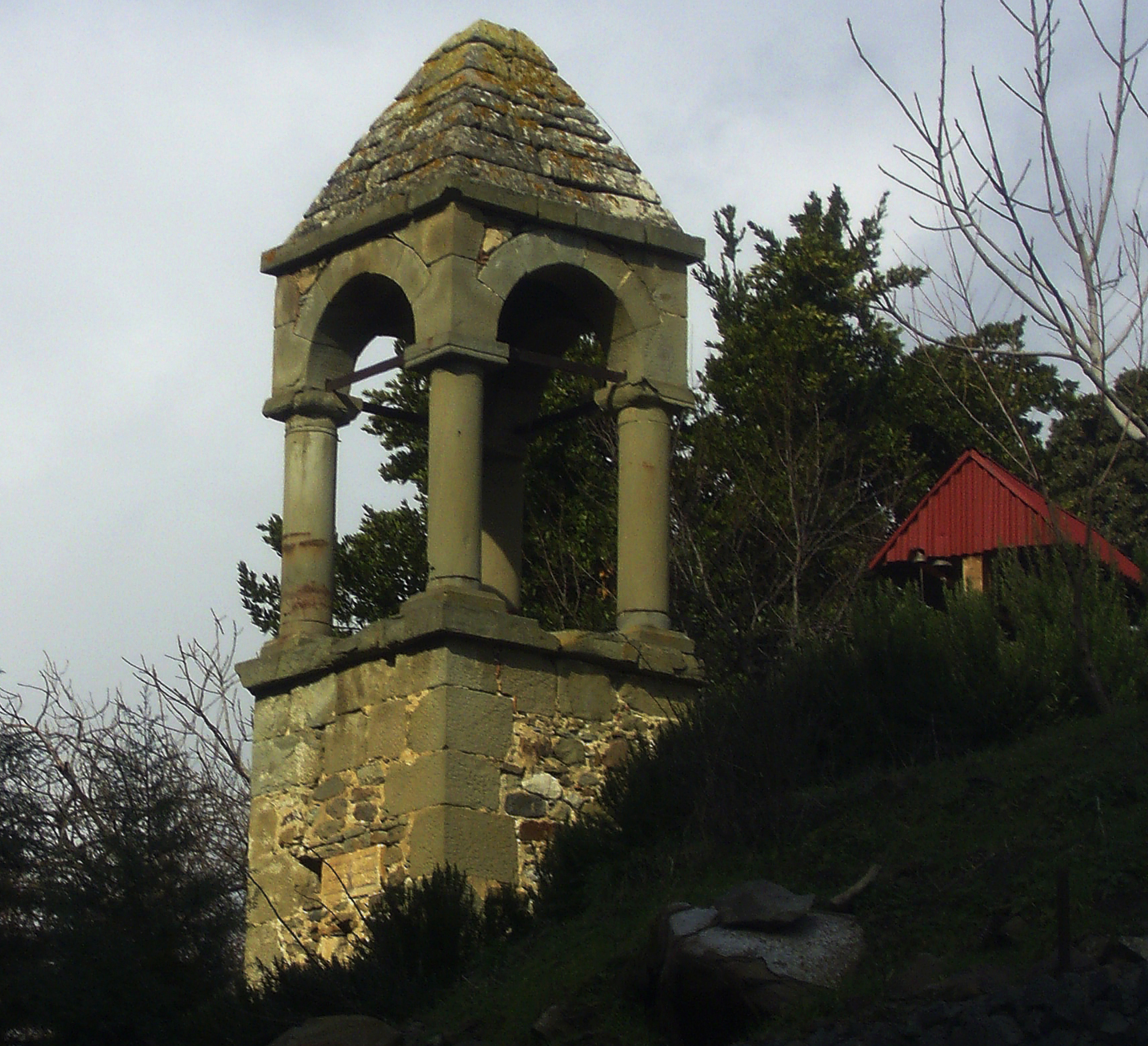
Минарет мечети XVIII в.

### Парки
- парк санатория «Крым». Приморская часть разбита на месте парка имения Раевских.
- парк лечебно-оздоровительного комплекса «Айвазовское» является памятником садово-паркового искусства местного значения[123]. Парк был заложен в середине 60-х годов XX века. С 2002 года в парке идет масштабная реконструкция, в результате которой он превратился в один из лучших в Крыму. Здесь представлены различные направления и стили садово-паркового искусства — пейзажный английский, итальянский сады, создается японский сад. На общей площади 25 га произрастают более 300 видов редких растений[118]. Главной достопримечательностью парка является уникальная 500-летняя оливковая роща. Киевский Эколого-культурный центр внес её в список 500 выдающихся деревьев Украины[125].

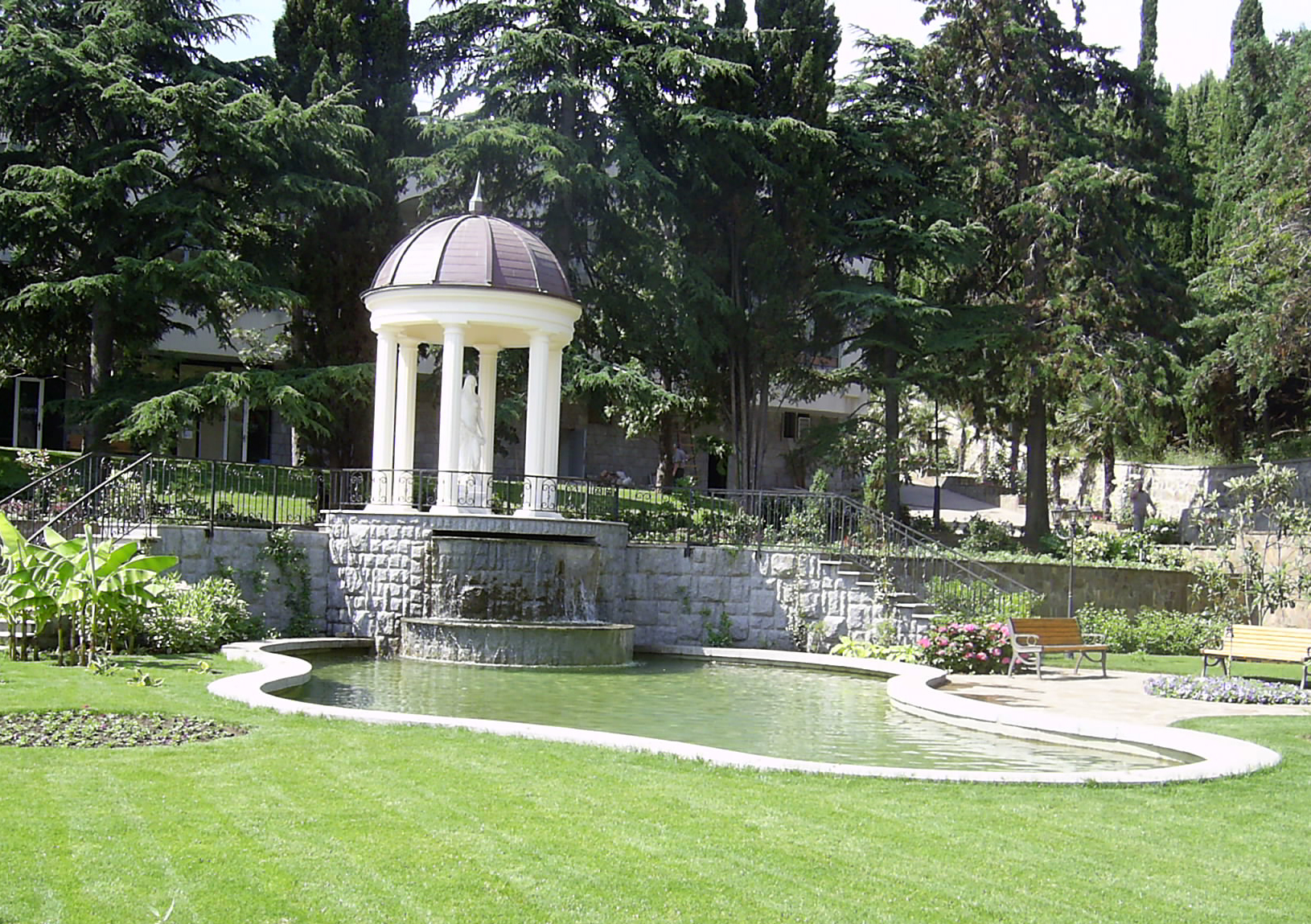
Парк ЛОК «Айвазовское»
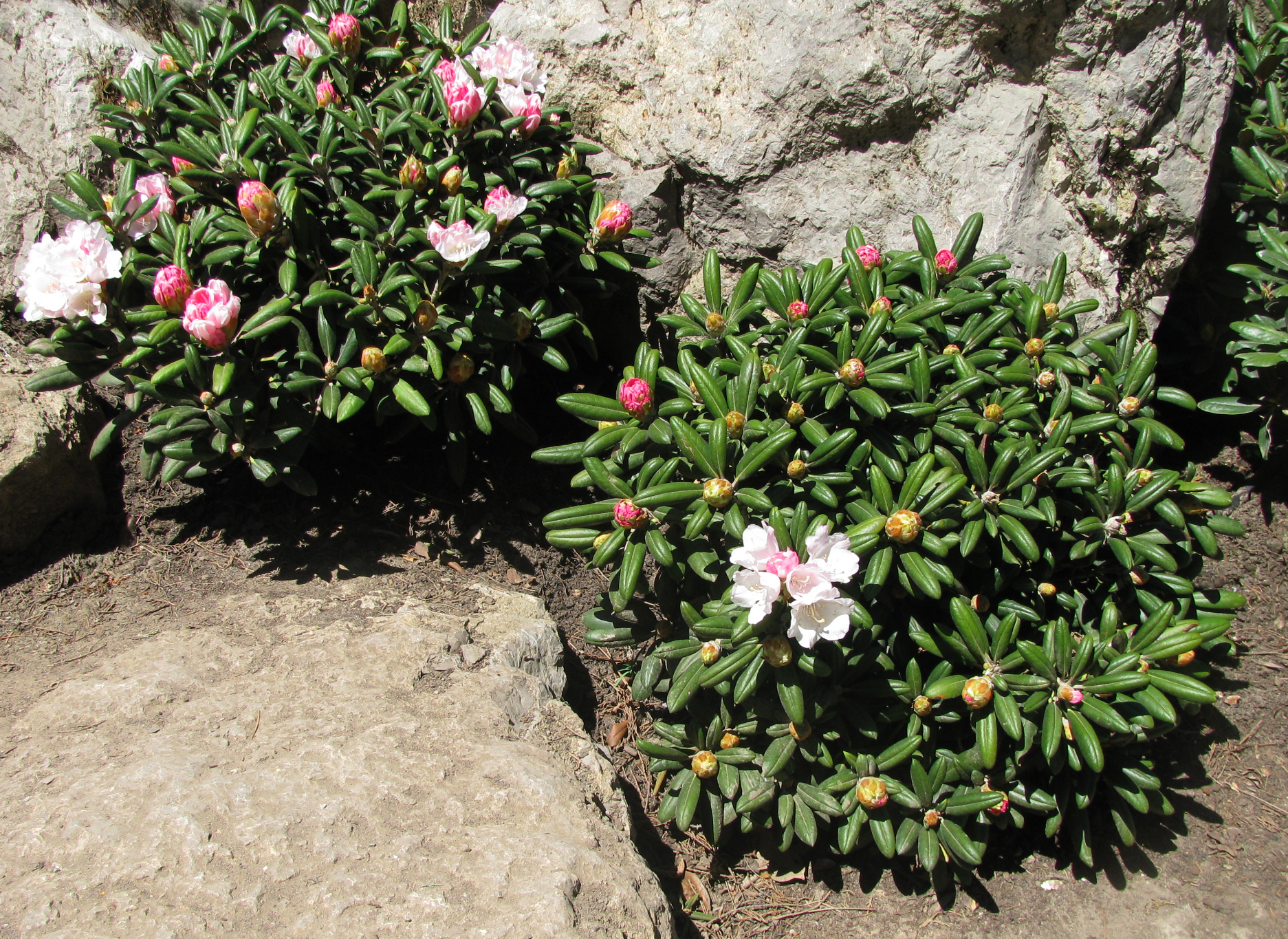
Цветущие рододендроны в японском саду. «Айвазовское»
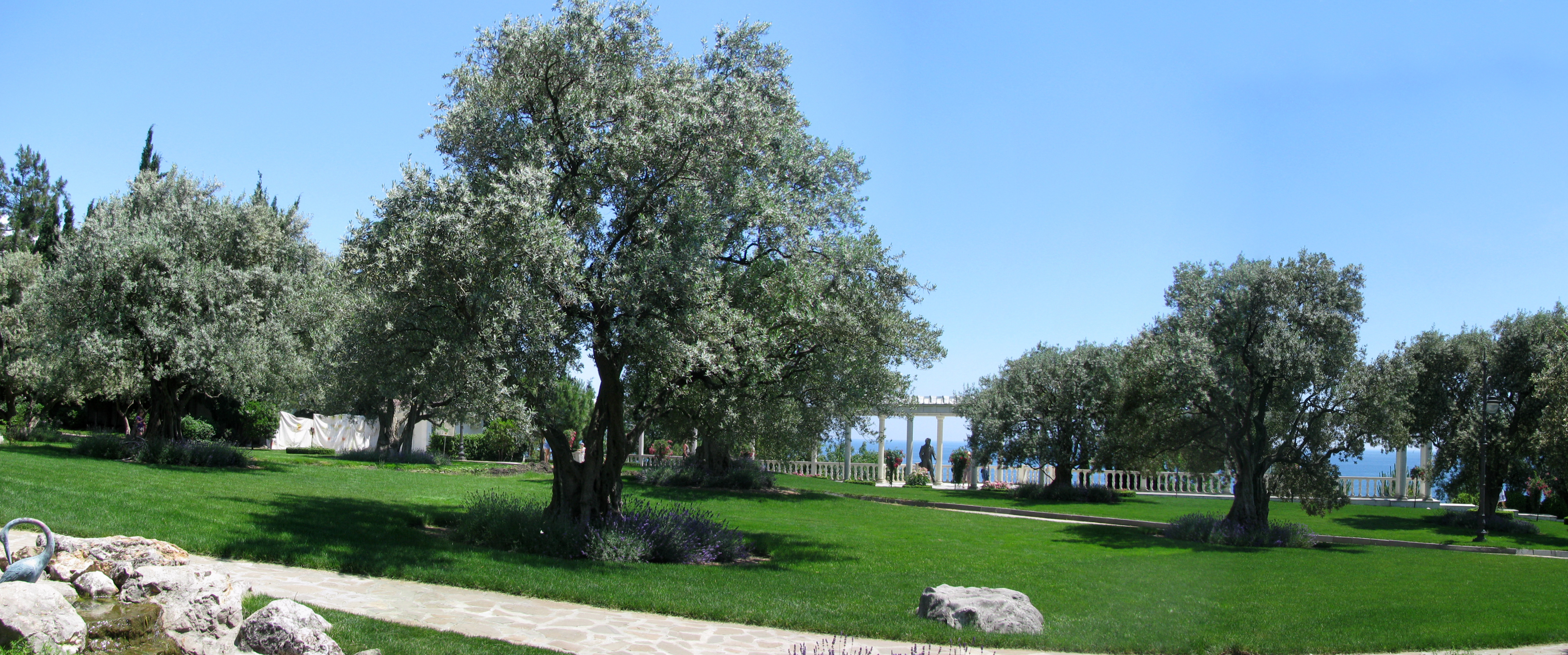
500-летняя маслиновая роща. «Айвазовское»

### Прочие достопримечательности
- 122-метровый подземный тоннель и лифт, ведущие к верхним корпусам санатория «Крым». На выходе из лифта — видовая площадка
- дельфинарий (санаторий «Крым»)
- музей камня (санаторий «Крым»)
- Медвежонок или Кучук-Аю — небольшой мыс, на который ведут высеченные в скале ступени, относящиеся к генуэзскому времени

## Религия
- Церковь Благовещения Пресвятой Богородицы. Небольшая одноглавая однопрестольная церковь, построенная в начале 2000-х годов.

Часовня Иоанна, епископа Готского. Деревянная часовня. В 2003 году у часовни проведена первая служба.
- Церковь Иконы Божией Матери Всецарица. Построена в 2006—2015 годах.